# Afghanistan Cricket Federation
La Afghanistan Cricket Federation (generalmente nota come Afghanistan Cricket Board) è la federazione nazionale di cricket nell'Afghanistan.

## Storia
Il cricket è stato importato in Afghanistan nel XIX secolo durante la prima guerra anglo-afghana dalle truppe britanniche. Nel corso degli anni molti afghani emigrarono in Pakistan appassionandosi alla disciplina e al momento del rientro in patria reintrodussero questo sport, fondando la federazione nazionale nel 1995. Negli anni seguenti tuttavia il regime talebano bandì inizialmente il gioco, concedendo poi una dispensa nel 2000 e permettendo l'affiliazione della federazione all'International Cricket Council.
Visti i grandi progressi della squadra nazionale, il 22 giugno 2017 l'ICC ha concesso alla federazione lo status di full member.